# 星野亘
星野 亘（ほしの せん、1952年2月6日 - ）は、日本の俳優、声優。新潟県出身。劇団昴所属。

## 人物
特技は料理、ドラム、新潟弁。趣味は釣り、アウトドアライフ、料理。

## 出演作品

### 舞台
- エデンの東
- スタア
- 親の顔が見たい
- 夏の夜の夢
- 猫の恋、昴は天にのぼりつめ
- ナイチンゲールではなく
- 八犬伝
- オセロー
- 蔵
- 走れメロス

### 吹き替え
- 英雄の証明
- グラスハウス
- バグズ・ライフ（ソーニー）

### アニメ映画
- BLOOD THE LAST VAMPIRE（店員）

### テレビアニメ
- 惡の華
- MASTER KEATON（マクベイン）
- 魔法のステージ ファンシーララ（篠原洋一郎[2]）
- ヨシモトムチッ子物語（マエダオサムシ）
- WASIMO（三郎）

### ゲーム
- ファイナルファンタジーVII リメイク（2020年）